# 龙王庙镇 (秦皇岛市)
龙王庙镇，原名龙王庙乡，是中华人民共和国河北省秦皇岛市青龙满族自治县下辖的一个镇，2022年7月17日撤乡设镇。

## 行政区划
龙王庙镇下辖以下地区：
龙王庙村、起河村、圣宗庙村、孟杖子村、田杖子村、龚杖子村、南干树村、北干树村、老院村、郝杖子村、陈庄村、夏杖子村、偏岭石村和上西庄村。